# Burkhard Friedrich Mauchart
Burkhard Friedrich Mauchart (* 4. März 1744 in Zell unter Aichelberg; † 9. Mai 1827 in Eberstadt) war ein deutscher Schultheiß und Abgeordneter.

## Leben
Burkhard Mauchart war ein Sohn von Georg Friedrich Mauchart (1699–1766), der Präzeptor in Marbach, seit 1734 Pfarrer in Zell unter Aichelberg und zuletzt in Walheim tätig war. Sein Vater war der Sohn von Johann David Mauchart und Bruder von Burkhard David Mauchart. Seine Mutter hieß Sofie Dorothee Hauff (1710–1767). Er hatte vier Geschwister, darunter Gottfried Heinrich Mauchart (* 1750), der Oberamtmann, Kameralverwalter in St. Georgen und Amtsschreiber in Mundelsheim war.
Mauchart war ausgebildeter Kaufmann und kam 1769 nach Eberstadt. Ab 26. Juli 1794 bis zu seinem Tod war er dort Stabschultheiß. 1819 gehörte er als Vertreter des Oberamts Weinsberg der zweiten württembergischen Ständeversammlung an und war als solcher einer der Unterzeichner der württembergischen Verfassung von 1819.

## Familie
Mauchart heiratete 1769 in erster Ehe Sofie Julie Kümmerlen (1747–1795), 1796 in zweiter Ehe Charlotte Preiß (1751–1818). Aus beiden Ehen gingen Kinder hervor, darunter der Sohn Wilhelm August Mauchart, der von 1827 bis 1829 Stabschultheiß und anschließend bis 1843 Schultheiß Eberstadts war.